# Campionati europei di atletica leggera 2010 - Salto con l'asta femminile
La competizione si è svolta il 28 (qualificazioni) e il 30 luglio 2010 (finale).

## Podio
| #       | Atleta             | Nazionalità | Misura | Note                          |
| ------- | ------------------ | ----------- | ------ | ----------------------------- |
| Oro     | Svetlana Feofanova | Russia      | 4,75   |                               |
| Argento | Silke Spiegelburg  | Germania    | 4,65   |                               |
| Bronzo  | Lisa Ryzih         | Germania    | 4,65   | Miglior prestazione personale |

## Record
Prima di questa competizione, il record del mondo (RM), il record europeo (EU) ed il record dei campionati (RC) sono i seguenti:
| Record                | Prestazione | Atleta                   | Data                            | Competizione                                |
| --------------------- | ----------- | ------------------------ | ------------------------------- | ------------------------------------------- |
| Record mondiale       | 5.06m       | Yelena Isinbayeva Russia | 28 agosto 2009 Zurigo, Svizzera |                                             |
| Record europeo        | 5.06m       | Yelena Isinbayeva Russia | 28 agosto 2009 Zurigo, Svizzera |                                             |
| Record dei campionati | 4.80m       | Yelena Isinbayeva Russia | 12 agosto 2006 Göteborg, Svezia | Campionati europei di atletica leggera 2006 |

## Programma
| Date           | Time  | Round          |
| -------------- | ----- | -------------- |
| 28 luglio 2010 | 10:30 | Qualificazioni |
| 30 luglio 2010 | 18:30 | Finale         |

## Risultati

### Qualificazioni
Passano le atlete con una misura di almeno 4.40m (Q) o almeno le 12 migliori prestazioni (q).
| Posizione | Gruppo | Atleta                | Nazionalità | 3.95 | 4.05 | 4.15 | 4.25 | 4.35 | 4.40 | Risultato | Note |
| --------- | ------ | --------------------- | ----------- | ---- | ---- | ---- | ---- | ---- | ---- | --------- | ---- |
| 1         | A      | Svetlana Feofanova    | Russia      | —    | —    | —    | —    | —    | o    | 4.40      | Q    |
| 1         | B      | Jiřina Ptáčníková     | Rep. Ceca   | —    | —    | —    | o    | —    | o    | 4.40      | Q    |
| 1         | A      | Silke Spiegelburg     | Germania    | —    | —    | —    | —    | —    | o    | 4.40      | Q    |
| 4         | B      | Yuliya Golubchikova   | Russia      | —    | —    | —    | o    | —    | xo   | 4.40      | Q    |
| 4         | B      | Carolin Hingst        | Germania    | —    | —    | —    | —    | —    | xo   | 4.40      | Q    |
| 6         | B      | Anastasiya Shvedova   | Bielorussia | —    | —    | —    | xo   | o    | xo   | 4.40      | Q    |
| 7         | A      | Kate Dennison         | Regno Unito | —    | —    | o    | o    | o    | x    | 4.35      | q    |
| 7         | A      | Tina Sutej            | Slovenia    | —    | o    | o    | o    | o    | —    | 4.35      | q    |
| 9         | B      | Minna Nikkanen        | Finlandia   | —    | o    | o    | xo   | o    | x-   | 4.35      | q    |
| 10        | A      | Lisa Ryzih            | Germania    | —    | —    | —    | —    | xo   | x    | 4.35      | q    |
| 11        | A      | Cathrine Larsåsen     | Norvegia    | —    | xo   | o    | xxo  | xo   | x-   | 4.35      | q,   |
| 12        | B      | Anna Katharina Schmid | Svizzera    | —    | xo   | o    | xxo  | xxo  | x-   | 4.35      | q, = |
| 13        | B      | Nikolía Kiriakopoúlou | Grecia      | —    | —    | o    | o    | xxx  |      | 4.25      |      |
| 14        | A      | Naroa Agirre          | Spagna      | —    | xo   | o    | o    | xxx  |      | 4.25      |      |
| 15        | A      | Mariánna Zachariadi   | Cipro       | —    | xo   | o    | xo   | xxx  |      | 4.25      |      |
| 16        | A      | Romana Maláčová       | Rep. Ceca   | —    | o    | o    | xxo  | xxx  |      | 4.25      |      |
| 17        | B      | Afrodíti Skafída      | Grecia      | xo   | xxo  | xxo  | xxo  | xxx  |      | 4.25      |      |
| 18        | B      | Anna María Pinero     | Spagna      | —    | o    | o    | xxx  |      |      | 4.15      |      |
| 18        | B      | Hanna-Mia Persson     | Svezia      | —    | o    | o    | xxx  |      |      | 4.15      |      |
| 20        | B      | Caroline Bonde Holm   | Danimarca   | —    | o    | xo   | xxx  |      |      | 4.15      | =    |
| 21        | A      | Tori Peña             | Irlanda     | o    | xo   | xo   | xxx  |      |      | 4.15      | =    |
| 22        | A      | Elena Scarpellini     | Italia      | —    | o    | —    | xxx  |      |      | 4.05      |      |
| 23        | B      | Maria Eleonor Tavares | Portogallo  | o    | xo   | xxx  |      |      |      | 4.05      |      |
| 24        | A      | Sandra-Hélèna Homo    | Portogallo  | o    | —    | xxx  |      |      |      | 3.95      |      |
|           | B      | Denise Groot          | Paesi Bassi | —    | xxx  |      |      |      |      | NM        |      |

### Finale
| Posizione | Atleta                | Nazionalità | 4.15 | 4.25 | 4.35 | 4.45 | 4.55 | 4.65 | 4.70 | 4.75 | Risultato | Note |
| --------- | --------------------- | ----------- | ---- | ---- | ---- | ---- | ---- | ---- | ---- | ---- | --------- | ---- |
|           | Svetlana Feofanova    | Russia      | —    | —    | —    | —    | —    | -    | -    | -    | -         | -    |
|           | Jiřina Ptáčníková     | Rep. Ceca   | —    | —    | —    | —    | —    | -    | -    | -    | -         | -    |
|           | Silke Spiegelburg     | Germania    | —    | —    | —    | —    | —    | -    | -    | -    | -         | -    |
|           | Yuliya Golubchikova   | Russia      | —    | —    | —    | —    | —    | -    | -    | -    | -         | -    |
|           | Carolin Hingst        | Germania    | —    | —    | —    | —    | —    | -    | -    | -    | -         | -    |
|           | Anastasiya Shvedova   | Bielorussia | —    | —    | —    | —    | —    | -    | -    | -    | -         | -    |
|           | Kate Dennison         | Regno Unito | —    | —    | —    | —    | —    | -    | -    | -    | -         | -    |
|           | Tina Sutej            | Slovenia    | —    | —    | —    | —    | —    | -    | -    | -    | -         | -    |
|           | Minna Nikkanen        | Finlandia   | —    | —    | —    | —    | —    | -    | -    | -    | -         | -    |
|           | Lisa Ryzih            | Germania    | —    | —    | —    | —    | —    | -    | -    | -    | -         | -    |
|           | Cathrine Larsåsen     | Norvegia    | —    | —    | —    | —    | —    | -    | -    | -    | -         | -    |
|           | Anna Katharina Schmid | Svizzera    | —    | —    | —    | —    | —    | -    | -    | -    | -         | -    |